# Gladys Ngetich
Pour les articles homonymes, voir Ngetich.
Gladys Chepkirui Ngetich (née vers 1991) est une ingénieure kényane, titulaire d'une bourse Rhodes poursuivant un doctorat en ingénierie et technologie spatiale à l'université d'Oxford au Royaume-Uni,. Elle est récipiendaire de la bourse Tanenbaum et du prix d'excellence Babaroa,.

## Milieu et éducation
Gladys Chepkirui Ngetich est née à Amalo Village, dans le comté de Nakuru vers 1991. Elle fréquente l'école primaire Lelaibei à Olenguruone. Elle étudie à l'école secondaire des Filles de la Miséricorde à Kericho. Elle est admise à l'université d'agriculture et de technologie Jomo Kenyatta et obtient un baccalauréat universitaire en sciences en génie mécanique en 2013.
En 2015, elle rejoint l'université d'Oxford grâce à une bourse Rhodes afin de poursuivre un doctorat en ingénierie et technologie spatiale. En 2016, elle reçoit une bourse Tanenbaum, une bourse annuelle attribuée à des universitaires de Rhodes, pour un programme multidisciplinaire en Israël. En 2018, elle est nommée boursière du Skoll World Forum pour son travail au Kenya visant à autonomiser les filles et les femmes.
Gladys Chepkirui Ngetich est assistante pour les étudiants en ingénierie à l'Oriel College à Oxford,.

## Réalisations
En 2018, elle est créditée d'un brevet en collaboration avec Rolls-Royce. Ses travaux de recherche ont été publiés dans BBC Science et Oxford Science Blog and Medium. En 2018, elle reçoit le prix ASME IGTI Young Engineer Turbo Expo Participation pour sa contribution à la conférence annuelle de l'American Society of Mechanical Engineers (ASME).
Gladys est la cofondatrice de l'ILUU, une association à but non lucratif basée à Nairobi qui a pour objectif d'habiliter, d'inspirer et de guider les filles et les femmes,.
En septembre 2018, le quotidien kényan de langue anglaise Business Daily Africa, nomme Gladys Chepkirui Ngetich parmi le Top 40 des femmes de moins de 40 ans au Kenya. En 2019, elle commence à étudier les sciences spatiales durables grâce à une bourse Schmidt Science.